# Metamorphosis (албум групе Papa Roach)
Metamorphosis је шести албум калифорнијског рок бенда Папа роуч. Албум је издат 24. марта 2009. преко DGC/Interscope Records-а. Планирано је да албум носи назив Days of War, Nights of Love, што је лирички цитат из песме No More Secrets са претходног албума, The Paramour Sessions. Две песме на албуму назване су Days of War и Nights of Love. Ово је први албум у коме се као бубњар појављује Тони Палермо, након што се Дејв Бакнер одвојио од бенда.

## Песме
-{
1. "Days of War" - 1:25
2. "Change or Die" - 3:19
3. "Hollywood Whore" - 3:54
4. "I Almost Told You That I Loved You" - 3:12
5. "Lifeline" - 4:18
6. "Had Enough" - 4:02
7. "Live This Down" - 3:36
8. "March Out of the Darkness" - 4:22
9. "Into the Light" - 3:28
10. "Carry Me" - 4:26
11. "Nights of Love" - 5:16
12. "State of Emergency" - 5:07

}-
Издање за Уједињено Краљевство

Осим горенаведених песама, посебно издање за Уједињено Краљевство садржи и:
1. "" (уживо у Чикагу) - 3:45
2. "" (уживо у Чикагу) - 3:48

Издање за Јапан

Осим горенаведених песама, посебно издање за Јапан садржи и:
1. "" (уживо у Чикагу) - 3:45
2. "" (уживо у Чикагу) - 3:48
3. "" (уживо у Чикагу) - 6:31

Бонус ДВД за Јапан

1. "" (спот)
2. "" (спот)
3. "" (спот)